# Epiphragma (Epiphragma) pendleburyi
Epiphragma (Epiphragma) pendleburyi is een tweevleugelige uit de familie steltmuggen (Limoniidae). De soort komt voor in het Oriëntaals gebied.